# Wilma Bayer
Wilma Bayer (* 1. Mai 1909 in Hamburg; † 9. November 1977 in Hildesheim) war eine deutsche Politikerin (SPD).

## Leben
Bayer machte zunächst die mittlere Reife und besuchte im Anschluss die höhere Handelsschule in Hamburg. Von 1926 bis 1932 arbeitete sie als Bilanzbuchhalterin in der freien Wirtschaft. Seit 1933 war sie mit einer Unterbrechung von zwei Jahren durchgehend bis Anfang 1967 bei der Handwerkskammer in Hildesheim tätig. Zuletzt war sie dort als Abteilungsleiterin für das Berufsausbildungswesen beschäftigt. Bayer war Mitglied der Deutschen Angestellten-Gewerkschaft und belegte hier seit 1949 in ehrenamtlicher Tätigkeit Spitzengremien. Sie war Mitglied der SPD seit 1946. Seit 1948 war sie ununterbrochen im Rat der Stadt Hildesheim, in dem sie ab 1958 Fraktionsvorsitzende der SPD-Fraktion wurde.
Sie wurde Mitglied des Niedersächsischen Landtages für die 5. und 6. Wahlperiode vom 27. April 1966, als sie für Hans Janßen nachrückte, bis 20. Juni 1970. Bereits 1964 hatte der Landtag sie zum Mitglied der vierten Bundesversammlung gewählt, die Heinrich Lübke als Bundespräsident wiederwählte.

## Auszeichnungen
- 1965 Ehrenring der Stadt Hildesheim
- 1973 Verdienstorden 1. Klasse des Niedersächsischen Verdienstordens[1]